# 412e régiment d'infanterie
Pour les articles homonymes, voir 412e régiment.
Le 412e régiment d'infanterie (412e RI) est un régiment d'infanterie de l'Armée de terre française constitué en 1915 avec des blessés guéris et des éléments provenant des dépôts de la 12e région militaire (Limoges).
Les régiments dont le numéro est supérieur à 400 sont des régiments de marche.

## Création et différentes dénominations
- 25 mars 1915 : Constitution du 412e régiment d'infanterie (à trois bataillons) à Limoges avec des éléments venus des dépôts de la 12e région militaire :
  - 1er bataillon : Limousins, Corréziens, Creusois et Charentais des dépôts des 63e, 78e, 107e et 138e RI
  - 2e bataillon : Périgourdins, Corréziens des 50e, 100e, 108e, et 126e RI
  - 3e bataillon : Parisiens et gars du Nord des 1er, 43e, 84e RI, évacués de la 1re Région Militaire

Après la dissolution de la 305e brigade d'Infanterie le 14 mai 1917 à minuit, le 412e RI, passe le 15 mai 1917 à la toute nouvelle 153e Brigade d'Infanterie, qui se trouve dans le 15e CA.

## Chefs de corps
- 31 mars 1915 : Lieutenant-colonel James Martin
- 1919 : Lieutenant-colonel Thibault

## Historique des garnisons, combats et batailles du412eRI

### Première Guerre mondiale

#### Affectations
- 153e Division d’Infanterie d’avril à mai 1915
- 123e Division d'Infanterie de mai 1915 à mars 1917
- 48e Division d’Infanterie de septembre 1917 à juin 1918
- 58e Division d'Infanterie de juin à novembre 1918

#### 1915
- Avril – août : Secteur de Reims : nord de Cormontreuil, Les Marquises, Prunay
- Bataille de l'Aisne (1914) :
  - Août : nord-ouest de Berry-au-Bac, Cuiry-lès-Chaudardes, bois de Beau-Marais
  - 2e offensive de septembre 1915 : La Miette, bois Rouvroy
  - Octobre : bois de Beau-Marais
- Décembre : Champagne : fortin de Beauséjour

#### 1916
- 21 décembre 1915 – 25 avril 1916 : Champagne : la butte du Mesnil :
  - boyau Kolossal
  - Boyau de Nancy et de Walkyries
  - 9 – 11 janvier : tranchées Barbe et Cornette (560 hommes hors de combat)
  - ravin de Marson
  - Verdun :
- 23 mai – 30 octobre : cote 304, la Bataille de Verdun
  - 26 novembre 1916 – 12 janvier 1917 : Côte du Poivre

#### 1917
- Verdun
  - Février - mai : Douaumont, Hardaumont, Vaux, bois des Chambrettes
  - Juin – juillet : Bezonvaux, bois Hassoule, Hardaumont
  - Août : cote 326, cote 344, Regen-Trapèze, tranchées de L’Arc, de Worms et de Trèves, ouvrage de l’Oursin (860 hommes hors de combat)
  - Septembre – décembre : Côte de L’Oie, bois des Caurettes et de Cumières, Côte de Talou

#### 1918
- Janvier – mars : Lorraine : région de Nancy
- Oise :
  - Avril : Tracy-le-Val, Saint-Georges, Cuny
  - Secteur de Belloy, Lataule :
    - cote 98
    - cote 110
    - 11 juin : ferme de la Garenne
    - 12 – 13 juin : cote 95, Saint-Maur (500 hommes hors de combat)
- Juillet : secteur sud de Soissons : Vierzy, Villemontoire, Bois d'Hartennes, Taux (900 hommes hors de combat)
- Août – septembre : Picardie : massif de l’Ecouvillon, Thiescourt, Noyon
- Septembre –octobre : bataille de l’Oie, de la Serre et de l’Aisne, plateau de Ferrière

### Entre-deux-guerres
Après la guerre, le régiment n'est pas dissous : il part en Turquie rejoindre l'Armée du Levant au sein de la 156e DI, pour participer à la campagne de Cilicie de mi-1919 à fin 1920, où il perd encore 1200 hommes.

## Drapeau
Il porte, cousues en lettres d'or dans ses plis, les inscriptions suivantes :
- Verdun 1916-1917
- Le Matz 1918
- Soissonnais 1918
- L'Oise 1918

Il obtient la fourragère aux couleurs de la Croix de guerre 1914-1918 le 23 novembre 1918.

## Personnages célèbres ayant servi au412eRI
- Charles CHASSAGNE, lieutenant tué au combat le 20 août 1917 (Côte 344, Commune de Champneuville), né le 28 février 1886 à Chemilly (Allier).
- Georges Journois, général de brigade, lieutenant pendant la guerre 1914-1918.